# Con todo respeto
Con todo respeto è un album in studio di cover del gruppo musicale messicano Molotov, pubblicato nel 2004.

## Tracce
1. Amateur (cover di Rock Me Amadeus di Falco)
2. Diseño rolas (cover di Designer Music dei Lipps Inc.)
3. Marciano (cover di I Turned into a Martian dei Misfits)
4. The Revolution Will Not Be Televised (La Revo) (cover di Gil Scott-Heron)
5. La Boa A Go Go (cover di La Boa dei La Sonora Santanera)
6. Chavas (cover di Girls dei Beastie Boys)
7. Mamar (cover di Mamá dei Los Amantes de Lola)
8. Quién Pon-Ponk (cover di Quen Pompó di Chico Che)
9. Da Da Da (cover dei Trio)
10. Perro negro Granjero (mash di Perro negro degli El Tri e La Grange degli ZZ Top)
11. Agüela (mash di My Abuela di Wilfred y La Ganga, The Magnificent Seven dei The Clash, Bust a Move di Young MC e Matt Dike e Voto latino dei Molotov)
12. Mi agüita amarilla (cover dei Los Toreros Muertos)